# Maxim (biograf)
Ej att förväxla med tidigare biograflokalen vid Karlaplan, Maximteatern, eller Maxim (biograf Landskrona).

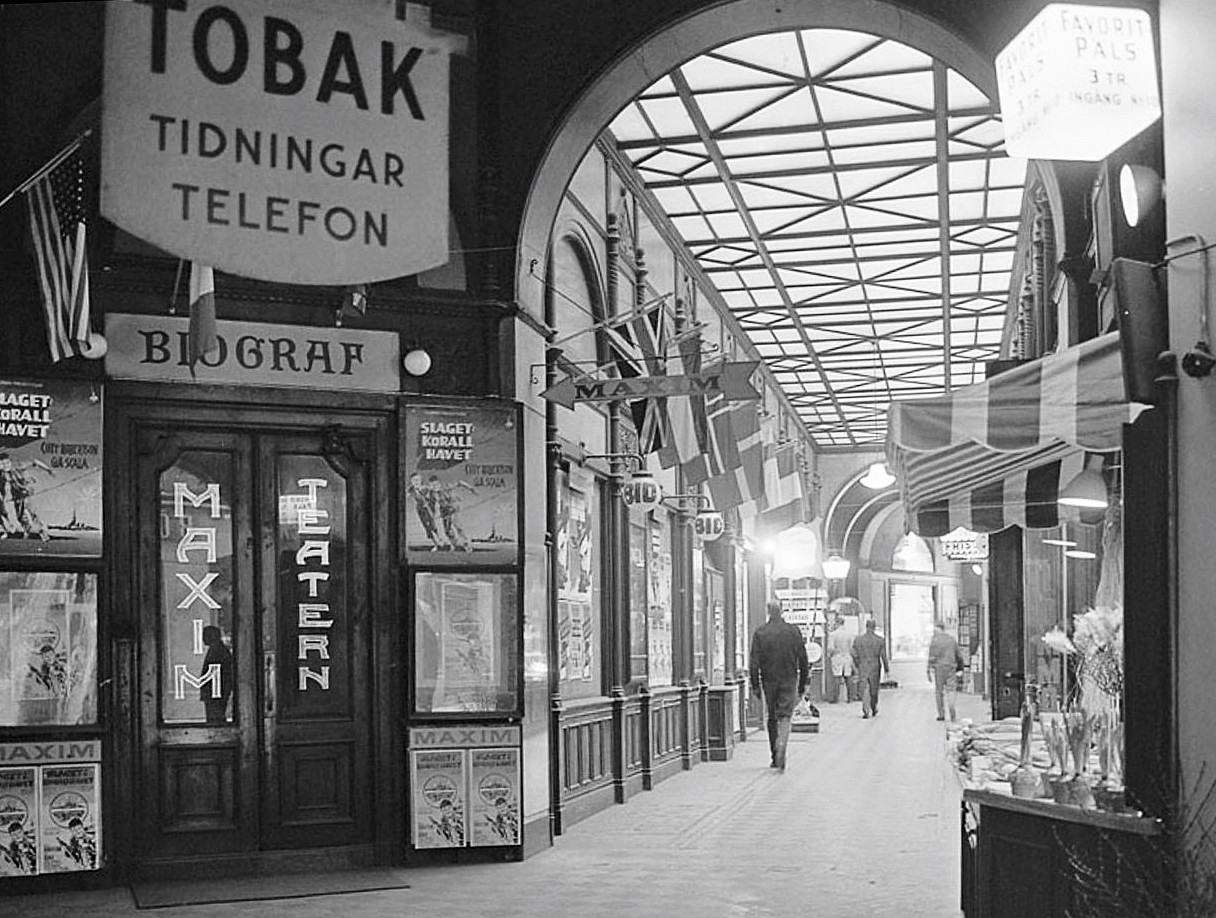
"Maxims" entré 1959.

Maxim var en biograf i Birger Jarlspassagen på Norrmalm i Stockholm. Biografen öppnade för filmvisning 1905 under namnet Biograf Varieté och slutade sin biografverksamhet 1963 under namnet Maxim.

## Historik

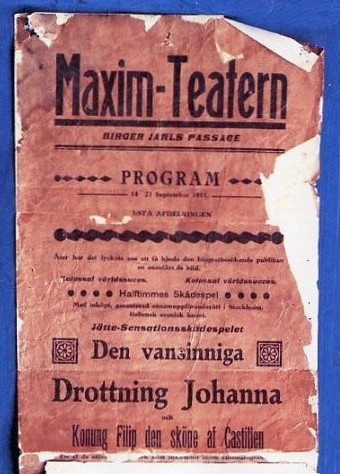
Programmet 1911

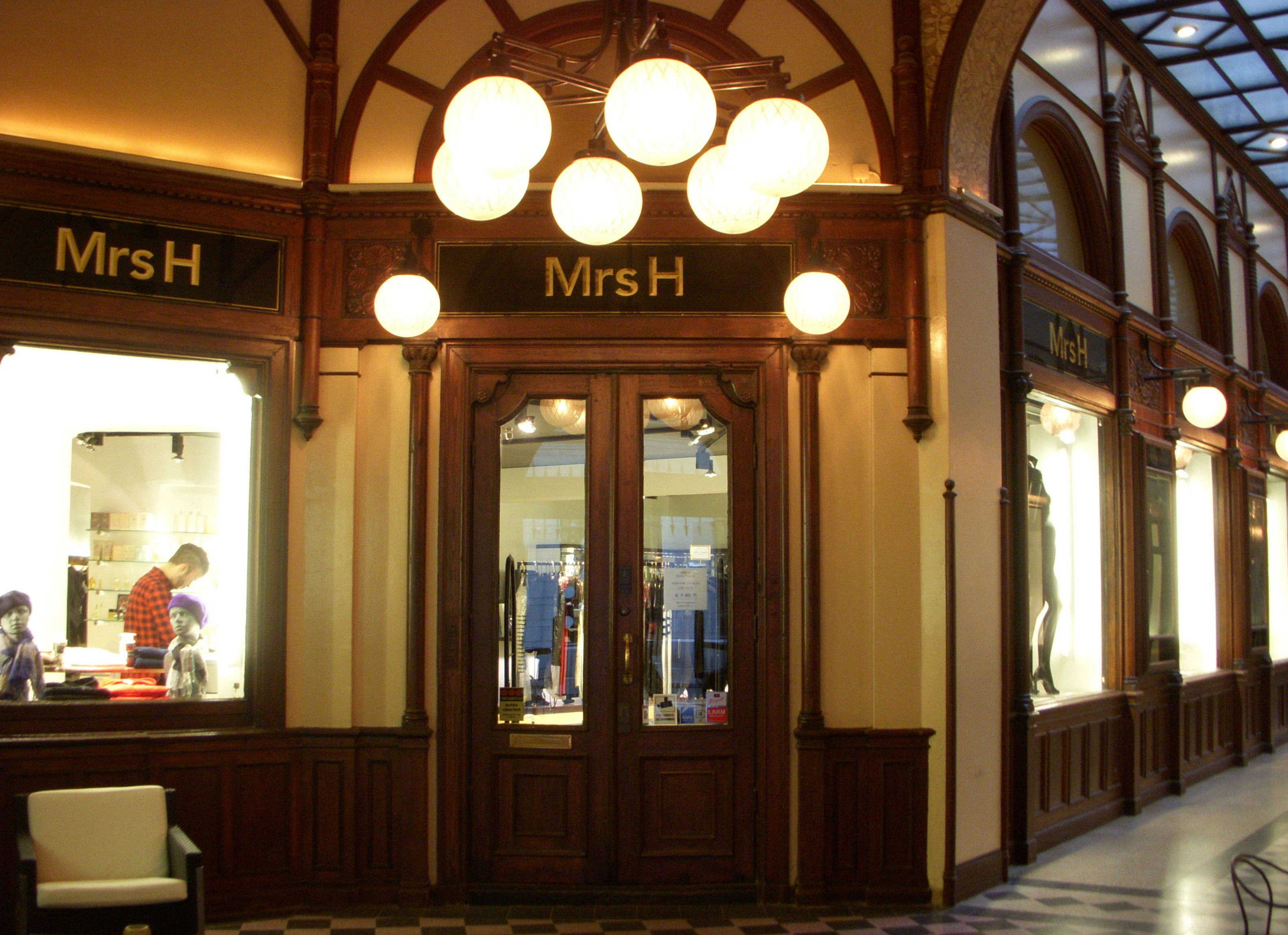
"Maxims" gamla entré 2009.

Biograf Varieté inrättades av köpmannen Gustaf Adolf Dacker i Café Passage 5 september 1905. Innan dess fanns här Café Passage som drevs av Amanda J. Peterson. Som specialitet saluförde hon "Münchener öl fr. fat". Inredningen gick i pompejansk stil och var mycket påkostad.
Lokalen låg längs med passagens södra sida och entrén fanns i den lilla runda förhallen som man når från Smålandsgatan. Filmsalongen var inte stor, den var 12 meter lång och cirka fyra meter bred. Man hade 75 sittplatser som bestod till en början av enkla pinnstolar; först efter flera år byttes dessa ut mot uppfällbara biografstolar, då blev antalet 86 platser. Namnet Biograf Varieté användes under flera år i tidningsannonser, men andra namn som Biograf-Teatern och Biografen i passagen förekom också. I december 1908 ändrades namnet till Maxim.
Under många år, även under ljudfilmstiden, visades på Maxim gamla stumfilmklassiker som Charlie Chaplin och Helan och Halvan. På 1950-talet blev Maxim non-stop-biograf och en biljett kostade 2,50 kronor på alla platser. I maj 1963 lades Maxim ner för att kort öppna igen mellan april och juni 1969 under namnet Passagen. Efter biograftiden disponerades lokalen av olika butiker. Sedan 2019 ligger restaurangen Misshumasshu här.
Maxim nämns felaktig i en del källor som Stockholms äldsta biograf. Stockholms äldsta biograf var den tillfälliga kinematografen på Stockholmsutställningen 1897 och innan Maxim fanns en fast biograf i Blancheteatern som öppnade 29 januari 1904 och biografen Apollo vid Drottninggatan som öppnade samma år.